# المروة (وشحة)

تعديل مصدري - تعديل

المروة هي إحدى قرى عزلة بنى سعد بمديرية وشحة التابعة لمحافظة حجة، بلغ تعداد سكانها 322 نسمة حسب تعداد اليمن لعام 2004.